# Jürgen Reil
Jürgen "Ventor" Reil (29 de junio de 1966) es el baterista y segundo vocalista de la banda alemana de thrash metal, Kreator. Él es uno de los dos únicos miembros originales que quedan en la banda, a pesar de que ha dejado "al menos dos veces", debido a diferencias personales, pero ha vuelto a aparecer.
Reil toca la batería con un estilo predominantemente de thrash y death metal. También cantó la voz principal en algunas canciones de álbumes anteriores de la banda, y aún lo hace en vivo (en particular, "Riot of Violence").
También, él es un gran fan del tatto, es dueño de su propio estudio de tatuajes en Essen (Karnap), (Carnap Ink.). En la que trabajó activamente como un tatuador. Se cerró el año 2012.

## Discografía
- Endless Pain (1985)
- Pleasure to Kill (1986)
- Terrible Certainty (1987)
- Extreme Aggression (1989)
- Coma of Souls (1990)
- Renewal (1992)
- Outcast (1997)
- Endorama (1999)
- Violent Revolution (2001)
- Live Kreation (2003)
- Enemy of God (2005)
- Hordes of Chaos (2009)
- Terror Prevails (2010)
- Phantom Antichrist (2012)
- Gods of Violence (2017)